# Francesco Melchiori
Francesco Giacinto Melchiori O.F.M. (ur. 24 października 1862 w Bieno di Valsugana, zm. 31 października 1928 w Durrësie) – włoski duchowny katolicki, arcybiskup metropolita Durrësu w latach 1922-1928.

## Życiorys
Pochodził z Trydentu. Był autorem pierwszego w języku albańskim podręcznika dla członków III Zakonu Franciszkańskiego (Sullet e rregulla e të Tretit Urdhën), który ukazał się w Szkodrze, w roku 1896. 20 listopada 1921 otrzymał sakrę biskupią z rąk abp Nicoli Marconiego. W tym samym roku mianowany tytularnym biskupem Methone. 12 czerwca 1922 objął godność metropolity archidiecezji Tirany-Durrës. Inicjator budowy kościoła franciszkańskiego w Szkodrze.
Zmarł w październiku 1928.